# アダム・ウナス
アダム・ウナス（Adam Ounas，1996年11月11日 - ）は、フランス・シャンブリー・ラ・トゥール出身でアルジェリア国籍のサッカー選手。ポジションはフォワード。アル・サッド所属。アルジェリア代表。

## 経歴
2013年4月、FCジロンダン・ボルドーと単年契約を結んだ。翌年には新たに2年契約を締結する。
2015年10月4日のFCロリアン戦でリーグ・アンデビュー。
2017年7月3日、SSCナポリに移籍した。
2022年9月1日、LOSCリールに移籍した。

### 代表歴
アルジェリア人とフランス人の両親を持っているため、どちらでプレーすることも可能。アンダー世代の代表ではフランス代表を選択したものの、A代表にはアルジェリアを選択した。
2018 FIFAワールドカップ・アフリカ予選でのザンビア戦で代表デビュー。